# Diaphorina enormis
Diaphorina enormis är en insektsart som beskrevs av Loginova 1978. Diaphorina enormis ingår i släktet Diaphorina och familjen rundbladloppor. Inga underarter finns listade i Catalogue of Life.